# Lepithrix gifbergensis
Lepithrix gifbergensis är en skalbaggsart som beskrevs av Dombrow 2005. Lepithrix gifbergensis ingår i släktet Lepithrix och familjen Melolonthidae. Inga underarter finns listade i Catalogue of Life.